# アレンタウン (哨戒フリゲート)
アレンタウン (USS Allentown, PF-52) は、アメリカ海軍の哨戒フリゲート。タコマ級フリゲートの1隻。艦名はペンシルベニア州アレンタウンに因む。

## 艦歴
アレンタウンは海事委任契約（船体番号1477）の下1943年3月23日にウィスコンシン州ミルウォーキーのフローミング・ブラザーズ社で起工した。1943年4月15日まではPG-178と呼ばれた。1943年7月3日にジョイス・E・ベアリーによって命名、進水、1944年3月24日にルイジアナ州ニューオーリンズで艦長ガーランド・W・コリンズ沿岸警備隊中佐の指揮下就役した。
アレンタウンは4月3日にニューオーリンズを出航し、整調訓練のためバミューダに向かった。およそ1ヶ月間の訓練の後、アレンタウンはノルウェーの商船ノルデン (SS Norden) の護衛としてニューヨークに向かう。5月13日にニューヨークに到着し、整調後の修理および改修が行われた。6月末に船団の護衛としてニューヨークを出航する。6月28日にバージニア州ノーフォークに到着し、ノーフォーク海軍造船所で追加の修理が行われた。8月半ばに修理が完了すると出航し、16日にニューヨークに到着した。その後第33護衛部隊の一部として太平洋向けの船団護衛任務に就く。
アレンタウンはパナマ運河、ソシエテ諸島のボラボラ島経由で9月末にニューギニアの北部海岸に到着した。オランダ領東インド諸島で偵察および護衛任務を開始し、10月末にモルッカ諸島のモロタイ島占領任務に短期間従事した。11月半ばにはホーランディアとレイテ島の間で、フィリピン占領部隊を運ぶ船団の護衛に従事する。フィリピンの島々におけるこれらの任務は1945年3月前半まで行われた。3月9日にアレンタウンはウルシー環礁から帰国する第1弾の船団護衛任務に加わった。アレンタウンは4月7日にピュージェット・サウンド海軍造船所に到着した。
オーバーホールを終えるとアレンタウンは6月7日にピュージェット・サウンドを出航しアラスカ州に向かう。6月15日にコールド・ベイに到着し、その後約1ヶ月間を訓練演習に費やした。アレンタウンは1945年7月12日にコールド・ベイで退役し、翌日レンドリース法に基づきソ連海軍に貸与された。
ソ連では「護衛艦」を意味する「EK」の略号が付与され、EK-9（ロシア語:ЭК-9エーカー・ヂェーヴャチ）と命名された。1945年7月23日には、警備艦として太平洋艦隊に配備された。EK-9は、8月12日に行われた雄基上陸作戦と、その後に清津上陸作戦に参加した。
1949年10月15日までソ連海軍で運用されたあと、横須賀でアメリカ海軍に返還された。横須賀での保管された後、1953年3月30日、日米船舶貸与協定に基づき第3回貸与艦として警備隊（後の海上自衛隊）に貸与され、「うめ (PF-9)」 として就役した。同年4月1日に新編された第1船隊群に司令警備船として編入。1954年4月10日、第3船隊群が新編され司令警備船として編入。同年7月1日、海上自衛隊が発足し自衛艦隊が新編、第3船隊群は第1警戒隊群に改称され、「うめ」は同群旗艦となる。1957年5月10日、第1警戒隊群の廃止及び練習隊群の新編により旗艦として編入。同年9月1日、艦籍番号がPF-289に変更された。1961年12月1日にアメリカ海軍から除籍、1962年8月28日に貸与から供与へと変更された。その後、1965年3月31日に保管船（YAC-14）に区分変更され、1970年3月31日に除籍、1971年7月12日にアメリカ海軍に返還された。
アレンタウンは第二次世界大戦の戦功で2個の従軍星章を受章した。